# Тассе, Эрнест-Полен

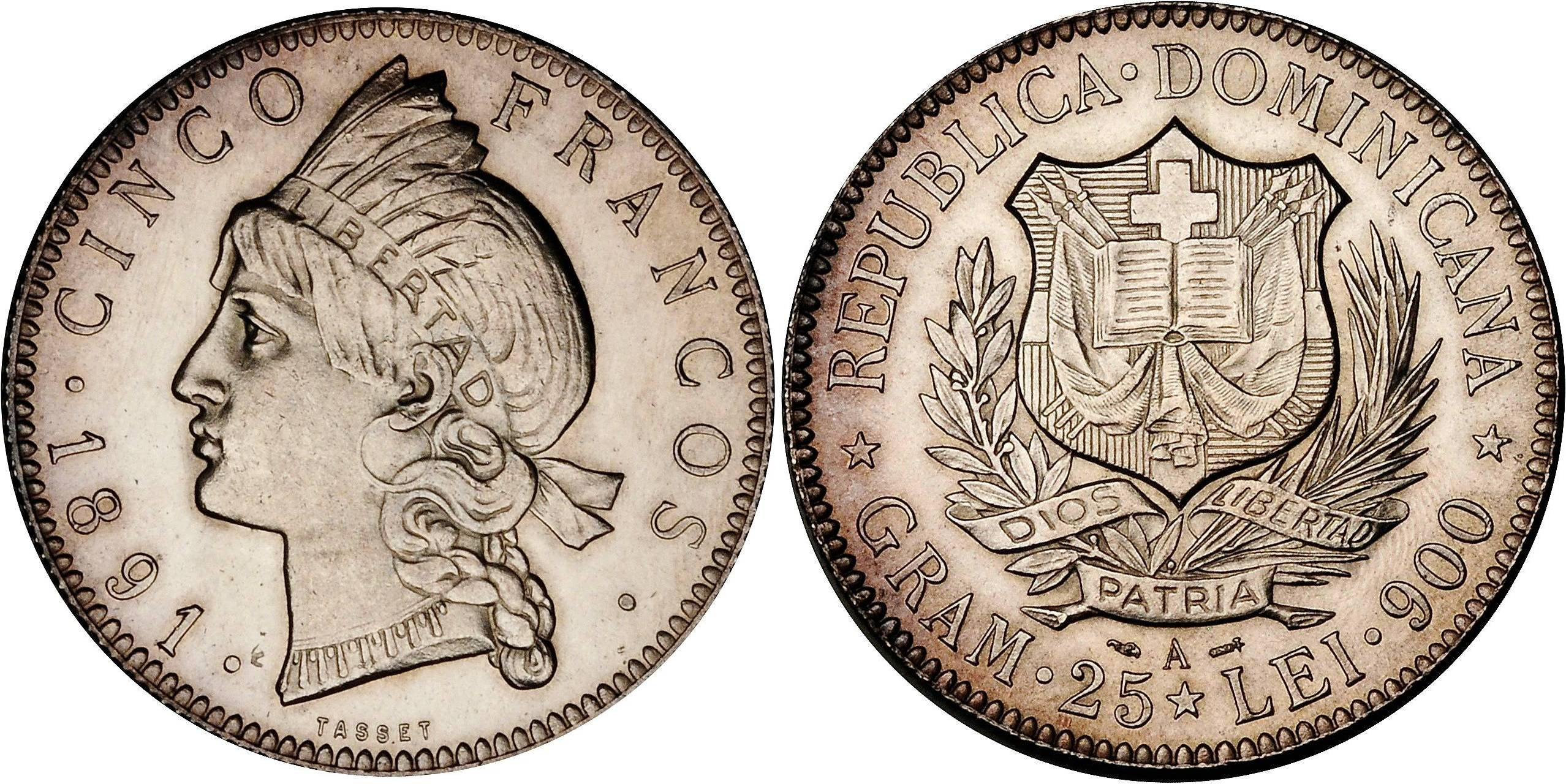
5 франков Доминиканской Республики 1891 года, подпись — «TASSET»

Эрнест-Полен Тассе (фр. Ernest Paulin Tasset, 15 ноября 1839, Париж — 1919 (?)) — французский медальер и резчик монетных штемпелей.

## Биография
Учился у Эжена-Андре Удине. Обучался в Национальном училище изящных искусств. Несколько лет работал у медальера Андре Галля.
Создал значительное число портретных, памятных и наградных медалей, в том числе: в честь Французского общества филателистов (1880), химика Антуана Лавуазье (1881), папы Льва XIII (1882).
Создал штемпеля монет различных стран: Боливии, Бразилии, Венесуэлы, Греции, Гаити, Доминиканской республики, Колумбии, Марокко, Монако, Сербии и Уругвая.
Некоторые работы подписывал «TASSET».
В 1895 году награждён орденом Почётного легиона.